# 博美乡
博美乡，是中华人民共和国四川省甘孜藏族自治州新龙县下辖的一个乡镇级行政单位。

## 行政区划
博美乡下辖以下地区：
拉巴村、纳卡村、德麦巴村、麦巴村、博美村、安古村、仁勒村、供科村、波洛村和杜拉村。